# 2001 마스 오디세이
2001 마스 오디세이(영어: 2001 Mars Odyssey)는 미국 NASA에서 발사한 화성 탐사선이다. 이 탐사선은 2001년 4월 7일 미국 플로리다주 케이프커내버럴에서 델타 II 로켓에 실려 발사된 후 약 6개월 간의 비행 끝에 2001년 10월 24일 화성 궤도 진입에 성공하였고, 에어로브레이킹(aerobraking; 대기에 의한 감속)을 거쳤다. 에어로브레이킹은 2002년 1월에 끝났고, 마스 오디세이는 2002년 2월 19일 공식 임무를 수행하기 시작하였다. 마스 오디세이는 화성의 주위를 공전하면서 화성의 기후와 지질학적 역사를 조사하는 임무를 수행하였다. 마스 오디세이는 화성 상공에서 지표면의 화학적 성분을 분석하고 물과 얼음의 흔적을 찾아내는 성과를 올렸다. 주 임무를 성공적으로 마친 마스 오디세이는 2004년에 화성에 착륙한 쌍둥이 화성 탐사 로버 스피릿과 오퍼튜니티가 송신하는 자료를 지구에 중계하는 임무를 수행하기도 했다.

## 탑재 기기
- 열 방출 이미징 시스템(Thermal Emission Imaging System, THEMIS) - 화성 표면 광물의 전체 지도를 작성하기 위한 다스펙트럼의 열-적외선 이미지를 만드는 역할을 담당한다.
- 감마선 분광계(Gamma Ray Spectrometer, GRS) - 화성의 모든 계절 동안 전체를 측정하는 역할을 담당한다.
- 화성 방사능 환경 실험(Mars Radiation Environment Experiment, MARIE) - 화성의 방사능 환경에서 데이터를 수집하기 위해 수행된다.

## 음악
- 그리스의 음악가 반젤리스가 이 임무를 위한 음악을 만들었다.

## 임무 수행 과정
- 2001년 4월 7일 - 델타 II 로켓으로 발사
- 2001년 10월 23일 - 화성 주회 궤도 진입에 성공
- 2002년 2월 19일 - 화성 관측 개시
- 2003년 10월 28일 화성 방사능 환경 측정기가 태양의 플레어에 의해 고장
- 2004년 8월 - 제1차 임무 종료
- 2006년 9월까지 제2차 미션(extended mission) 수행. 장기간에 걸친 화성의 기상 관측 및 쌍둥이 화성 탐사 로버(스피릿, 오퍼튜니티)의 통신 중계
- 2006년 9월 - 임무 연장. 임무가 연장되어 실행되고 있는 화성 탐사 로버의 통신 중계

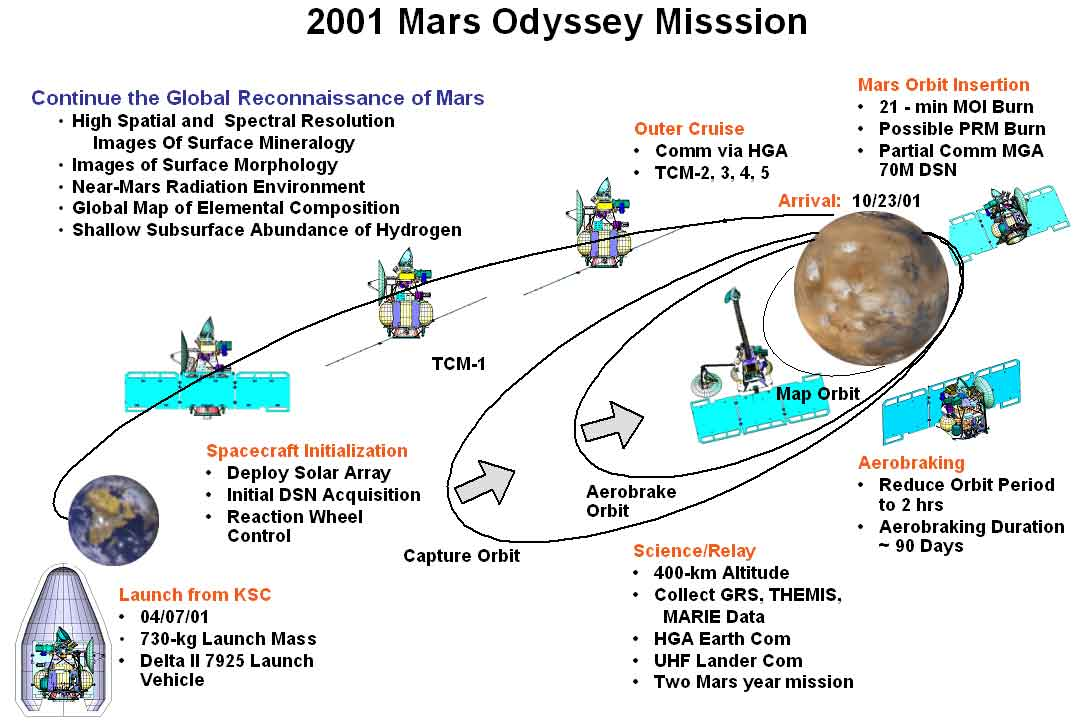
2001 마스 오디세이 계획

## 같이 보기
- Mythodea